# Чемпіонат Європи з велоспорту на треку 2018
Чемпіонат Європи з велоспорту на треку 2018 — дев'ятий Чемпіонат Європи з велоспорту на треку серед еліти. Проходив з 2 по 7 серпня на Sir Chris Hoy Velodrome в Глазго, Велика Британія.
Програма чемпіонату 2018 року включала всі 12 олімпійських дисциплін (спринт, командний спринт, кейрін, командна гонка переслідування, медісон та омніум як для чоловіків, так і для жінок), а також у 10 неолімпійських.

## Медалісти

### Чоловіки
| Дисципліна                         | Золото                                                                             | Срібло                                                                   | Бронза                                                                      |
| Спринт                             | Джефрі Гогланд                                                                     | Штефан Бьоттіхер                                                         | Гаррі Лаврейсен                                                             |
| Командний спринт                   | Нідерланди Джефрі Гогланд Гаррі Лаврейсен Рой ван ден Берг Нілс ван т Гондердал    | Франція Себастьєн Віж'є Франсуа Первіс Квентен Лафарг Мікаель Д'Алмейда  | Німеччина Штефан Бьоттіхер Тімо Біхлер Йоахім Айлерс                        |
| Індивідуальна гонка переслідування | Домінік Вайнштайн                                                                  | Іву Олівейра                                                             | Клаудіо Імгоф                                                               |
| Командна гонка переслідування      | Італія Філіппо Ганна Франческо Ламон Елія Вівіані Мікеле Скартецціні Ліам Бертаццо | Швейцарія Сіріль Тьєрі Штефан Біссеггер Франк Паш Тері Шир Клаудіо Імгоф | Велика Британія Етан Гейтер Стівен Берк Кіан Емаді Чарлі Танфілд Олівер Вуд |
| Кейрін                             | Штефан Бьоттіхер                                                                   | Себастьєн Віж'є                                                          | Джек Карлін                                                                 |
| Омніум                             | Етан Гейтер                                                                        | Елія Вівіані                                                             | Каспер фон Фольсах                                                          |
| Медісон                            | Бельгія Роббе Гіс Кенні Де Кетеле                                                  | Німеччина Тео Райнхардт Роґер Клюґе                                      | Велика Британія Етан Гейтер Олівер Вуд                                      |
| Гонка за очками                    | Войцех Пщоларський                                                                 | Кенні Де Кетеле                                                          | Штефан Матцнер                                                              |
| Гіт (1 км)                         | Маттейс Бюхлі                                                                      | Йоахім Айлерс                                                            | Сем Лігтлее                                                                 |
| Скретч                             | Роман Гладиш                                                                       | Адріен Гарель                                                            | Трістан Марґе                                                               |
| Гонка на вибування                 | Метью Воллс                                                                        | Руі Олівейра                                                             | Шимон Кравчик                                                               |

- Спортсмени, виділені курсивом, брали участь у чемпіонаті, але не змагались у фіналі.

### Жінки
| Дисципліна                         | Золото                                                                          | Срібло                                                                    | Бронза                                                           |
| Спринт                             | Дар'я Шмельова                                                                  | Анастасія Войнова                                                         | Матильда Гро                                                     |
| Командний спринт                   | Росія Анастасія Войнова Дар'я Шмельова                                          | Україна Любов Басова Олена Старікова                                      | Німеччина Міріам Вельте Емма Гінце                               |
| Індивідуальна гонка переслідування | Ліза Бреннауер                                                                  | Кеті Арчибальд                                                            | Юстина Качковська                                                |
| Командна гонка переслідування      | Велика Британія Елінор Баркер Лора Кенні Кеті Арчибальд Ніа Еванс Еллі Дікінсон | Італія Летиція Патерностер Марта Каваллі Еліза Бальзамо Сільвія Вальсеккі | Німеччина Шарлотте Бекер Ґудрун Шток Міке Крьогер Ліза Бреннауер |
| Кейрін                             | Матильда Гро                                                                    | Нікі Дегренделе                                                           | Дар'я Шмельова                                                   |
| Омніум                             | Кірстен Вілд                                                                    | Кеті Арчибальд                                                            | Летиція Патерностер                                              |
| Медісон                            | Данія Джулі Лет Амалія Дідеріксен                                               | Росія Гульназ Бадикова Діана Климова                                      | Нідерланди Кірстен Вілд Емі Пітерс                               |
| Гонка за очками                    | Марія Джулія Конфалоньєрі                                                       | Інна Савенко                                                              | Гульназ Бадикова                                                 |
| Гіт (500 м)                        | Дар'я Шмельова                                                                  | Олена Старікова                                                           | Міріам Вельте                                                    |
| Скретч                             | Кірстен Вілд                                                                    | Емілі Кей                                                                 | Жольєн Д'Ор                                                      |
| Гонка на вибування                 | Лора Кенні                                                                      | Анна Кнауер                                                               | Євгенія Аугустінас                                               |

## Загальний медальний залік
*   Країна-господарка ( Велика Британія)
| Місце               | Країна              | Золото | Срібло | Бронза | Загалом |
| ------------------- | ------------------- | ------ | ------ | ------ | ------- |
| 1                   | Нідерланди          | 5      | 0      | 3      | 8       |
| 2                   | Велика Британія*    | 4      | 3      | 3      | 10      |
| 3                   | Німеччина           | 3      | 4      | 4      | 11      |
| 4                   | Росія               | 3      | 2      | 3      | 8       |
| 5                   | Італія              | 2      | 2      | 1      | 5       |
| 6                   | Франція             | 1      | 3      | 1      | 5       |
| 7                   | Бельгія             | 1      | 2      | 1      | 4       |
| 8                   | Україна             | 1      | 2      | 0      | 3       |
| 9                   | Польща              | 1      | 0      | 2      | 3       |
| 10                  | Данія               | 1      | 0      | 1      | 2       |
| 11                  | Португалія          | 0      | 2      | 0      | 2       |
| 12                  | Швейцарія           | 0      | 1      | 2      | 3       |
| 13                  | Білорусь            | 0      | 1      | 0      | 1       |
| 14                  | Австрія             | 0      | 0      | 1      | 1       |
| Загалом (14 збірні) | Загалом (14 збірні) | 22     | 22     | 22     | 66      |

## Україна на чемпіонаті
Україну на чемпіонаті представляли серед чоловіків:
1. Володимир Джус
2. Роман Гладиш
3. Віталій Гринів
4. Ілля Клепіков
5. Тимур Малєєв
6. Тарас Шевчук
7. Максим Васильєв
8. Андрій Винокуров

Серед жінок змагалися:
1. Любов Басова
2. Вікторія Бондар
3. Оксана Клячіна
4. Тетяна Клімченко
5. Валерія Кононенко
6. Ганна Нагірна
7. Ганна Соловей
8. Олена Старікова

Українська команда посіла 8 місце в медальному заліку завдяки золоту Романа Гладиш в скретчі, срібним медалям Олени Старікової в гіті та двійки Любові Басової та Олени Старікової в командному спринті.